# Mobarakeh
Mobārakeh (farsi مبارکه) è il capoluogo dello shahrestān di Mobarakeh, circoscrizione Centrale, nella Provincia di Esfahan. Aveva, nel 2006, una popolazione di 62.454 abitanti. 
In direzione nord-est (32° 24' N 51° 33' E), e a nord del villaggio di Hassanabad, si trova il complesso di grotte e sito archeologico di Qaleh Bozi.